# グノッツハイム
グノッツハイム (ドイツ語: Gnotzheim) はドイツ連邦共和国バイエルン州ミッテルフランケン行政管区のヴァイセンブルク＝グンツェンハウゼン郡に属す市場町であり、ハーネンカム行政共同体に加盟している。

## 地理

### 位置
グンツェンハウゼンは、西ミッテルフランケン地方ヴァイセンブルク＝グンツェンハウゼン郡西部、フレンキシェ・アルプの傍系の山地であるハーネンカムの麓に位置する。グンツェンハウゼンの南西約 7 km にあたる。首邑の高度は海抜 473 m である。西側はアンスバッハ郡との郡境が通っている。グンツェンハウゼンからネルトリンゲンへ向かう連邦道466号線がグノッツハイムを通っている。アルトミュール川の支流であるヴルムバッハ川が町内を流れている。町域は草地や野原が主体の開けた地形であるが、南部と最北東部には森が存在する。町内で一番高い山がシュピールベルクで、その一部は同名の地区に広がっている。その西側にシュピールベルク城があるハークブック（山）がある。面積 12.48 km2 のこの町は、ヴァイセンブルク＝グンツェンハウゼン郡で2番目に狭い自治体である。

### 自治体の構成
この町は5つのゲマインデタイル（小地区）で形成されている。
- グノッツハイム
- レッツラインスミューレ
- ジーモンスミューレ
- シュピールベルク
- ヴァイレラウ

この町のゲマルクング（伝統的な地籍区分）はグノッツハイムとシュピールベルクである。19世紀のラングミューレやオッフェンボインダー・ホーフなどいくつかの孤立農場は放置されている。

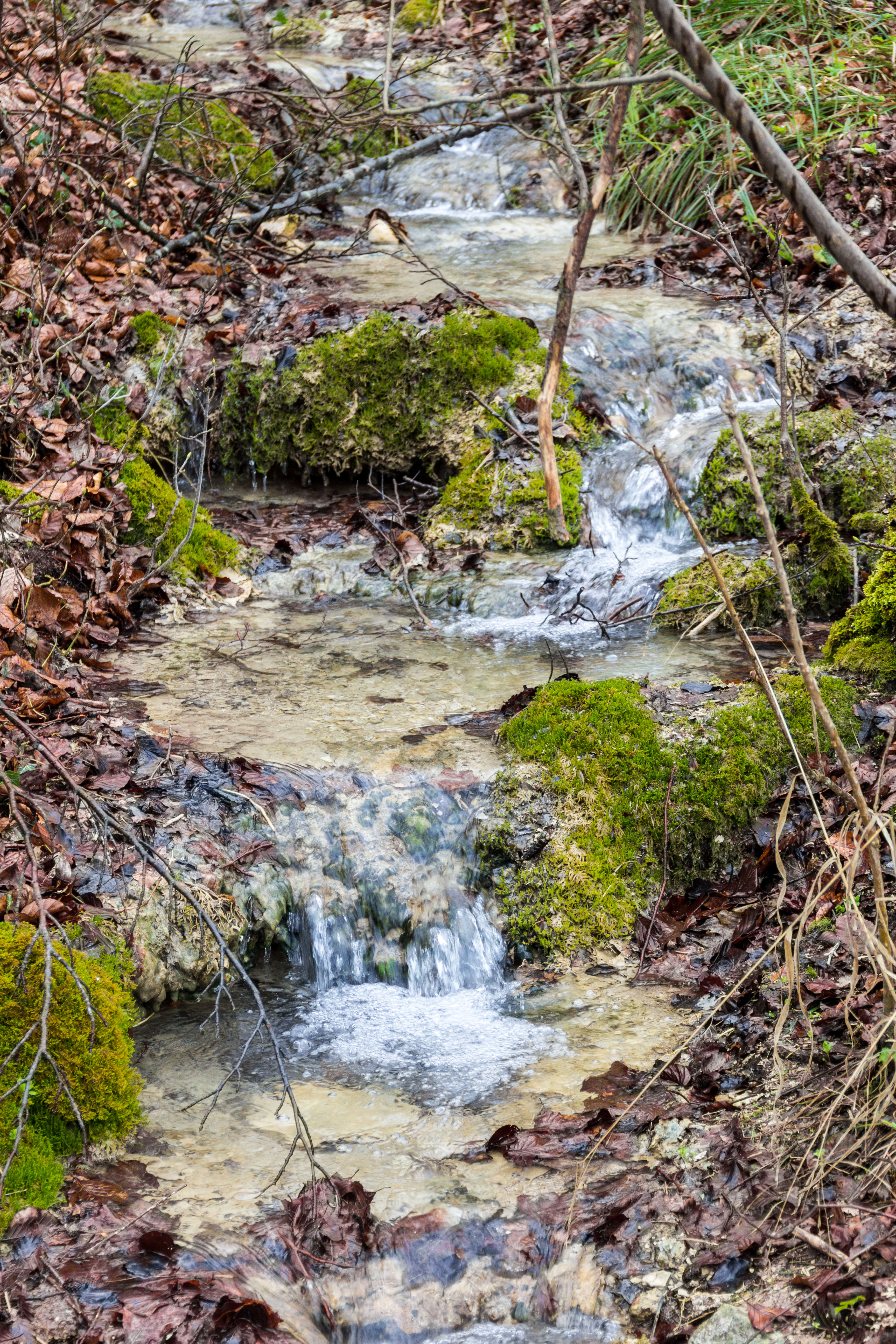
ブックミューレ近郊のシュタイネルネ・リネ

### 自然保護区
シュピールベルクの東に広さ16ヘクタールのシュピールベルガー・ライテン自然林保護区があるブックミューレの南の町内にはシュタイネルネ・リネが形成されている。この町はジオパーク・リースに含まれる。

## 歴史

### 自治体の形成まで
グノッツハイムは1053年の寄進状に Gnozesheim という表記で初めて記録されている。しかしこの地域ではローマ時代から定住が行われていた。「アウフ・デア・ヴァイル」はローマ時代のカストラ・メディアナとそれに付属する集落の跡にある。このカストラはおそらく紀元後90年頃に木と土でできた施設として建造された。石造りに改築されたのは144年であると石に銘が刻まれている。このカストラは1878年にハインリヒ・アイダムによってシステマチックに研究された。ローマ人が撤退した後フランク人が侵入したことが中世初期の列状墓地で証明されている。墓は5世紀後半から7世紀の終わりにまで造られた。
12世紀からは、1122年の文書にペルトルト・フォン・グノッツハイムが貴族家として記されている。その後13世紀にトルーエンディンゲン家がグノッツハイムやシュピールベルクの領主権を手に入れたが、婚姻と売買により14世紀にはエッティンゲン伯に領主権が移されていた。1388年にグノッツハイムは市場開催権と高等裁判権を授けられた。エッティンゲン＝シュピールベルク侯領の当時のアムト（地方行政地区）は、1796年の境界整理によってアンスバッハ侯領（1792年にプロイセンに併合されていた）に含まれることになった。1806年のパリ条約に基づき、フランケン地方の他の部分と同様に交換でバイエルン王国領となった。1818年の自治体令により政治上の自治体が形成された。

### 町村合併
バイエルン州の地域再編に伴って1971年4月1日にシュピールベルクが合併した

## 住民

### 人口推移
| 年         | 1961 | 1970 | 1987 | 1991 | 1995 | 2000 | 2005 | 2010 | 2015 |
| 人口（人） | 708  | 722  | 718  | 774  | 822  | 859  | 881  | 862  | 822  |

グノッツハイムは、ヴァイセンブルク＝グンツェンハウゼン郡で最も人口の少ない自治体である。

## 行政
グノッツハイムの町議会は8議席からなる。
町長はユルゲン・パウリッキ（無所属）である

### 紋章
図柄: 青地に、両端まで貫く銀の斜め十字。
紋章の由来: 斜め十字はエッティンゲン伯の紋章の図柄である。エッティンゲン伯は1360年からシュピールベルク城を拠点とした領主で、エッティンゲン＝シュピールベルク伯と称した。この伯家の統治下でグノッツハイムは1398年頃に市場町に昇格した。その1年前にハイデンハイム修道院はこの地の所領を放棄した。

## 経済と社会資本

### 経済
公式統計によれば、2020年にこの町で働く社会保険支払い義務のある就労者は73人、このうち製造業に41人、商業および交通業分野に21人が従事している。この町に住む社会保険支払い義務のある就労者は合計381人であった。2016年現在、18件の農家があり、農業用地の面積は690ヘクタールであった。このうち、466ヘクタールが耕作地、224ヘクタールが牧草地などの緑地であった。

### 教育
- 幼稚園: 2021年現在、定員40人、在籍園児数40人[13]
- 基礎課程学校は、スウェーデンの文筆家アストリート・リントグレンにちなんで、その名を冠している[14]。2020/21年の学年では、3クラス48人の児童が学んでいる[15]。

## 文化と見所

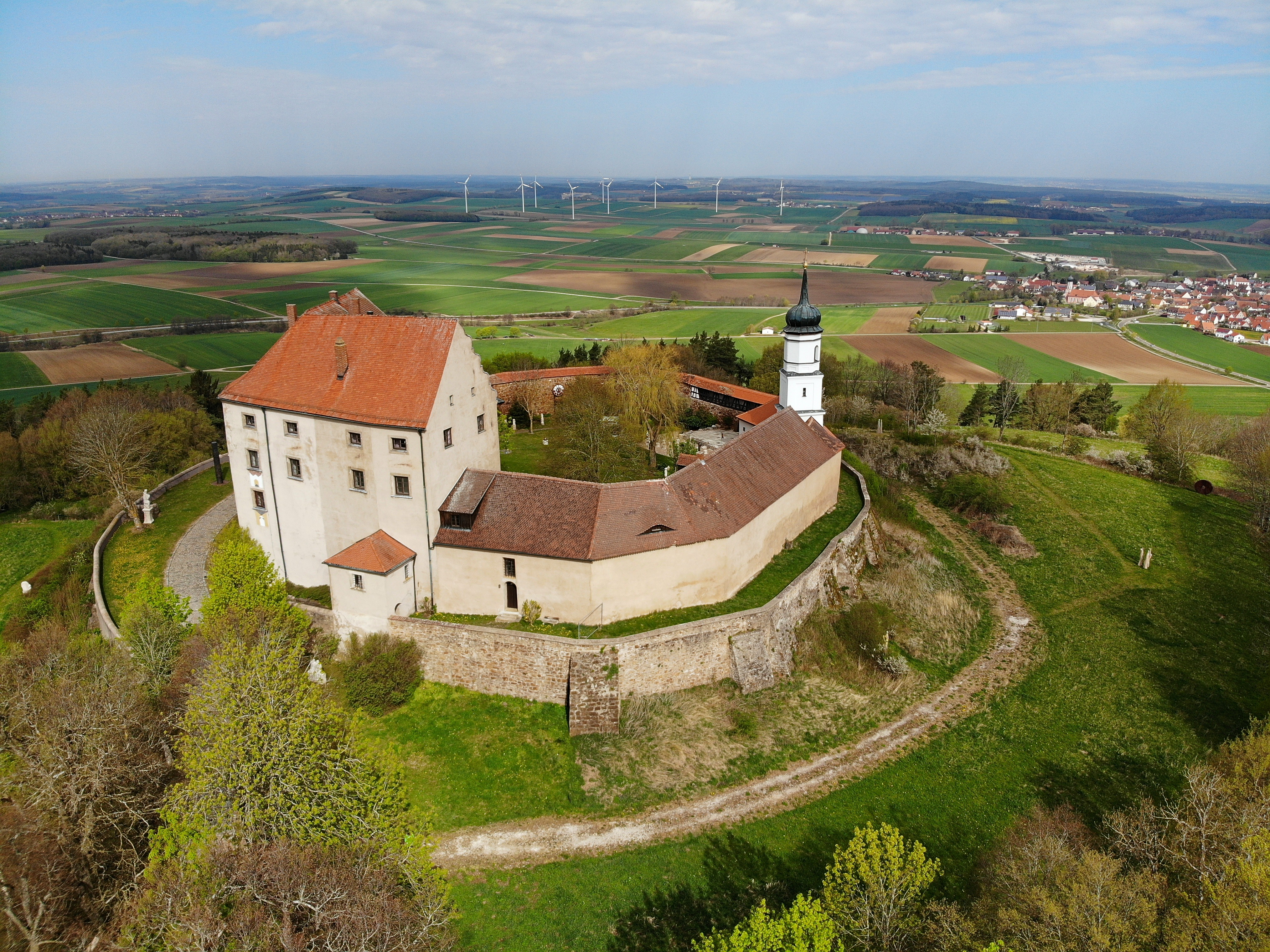
シュピールベルク城

### 建築文化財
- シュピールベルク城
- カトリックの聖ミヒャエル教区教会
- カトリックの聖ゲオルク教会: 1725年から27年にグラウビュンデンの建築家フランツ・デ・ガブリエリによって建設されたバロック建築である。
- バロック様式のヨハネス＝フォン＝ネポムク記念碑
- アルマ＝クリスティ十字

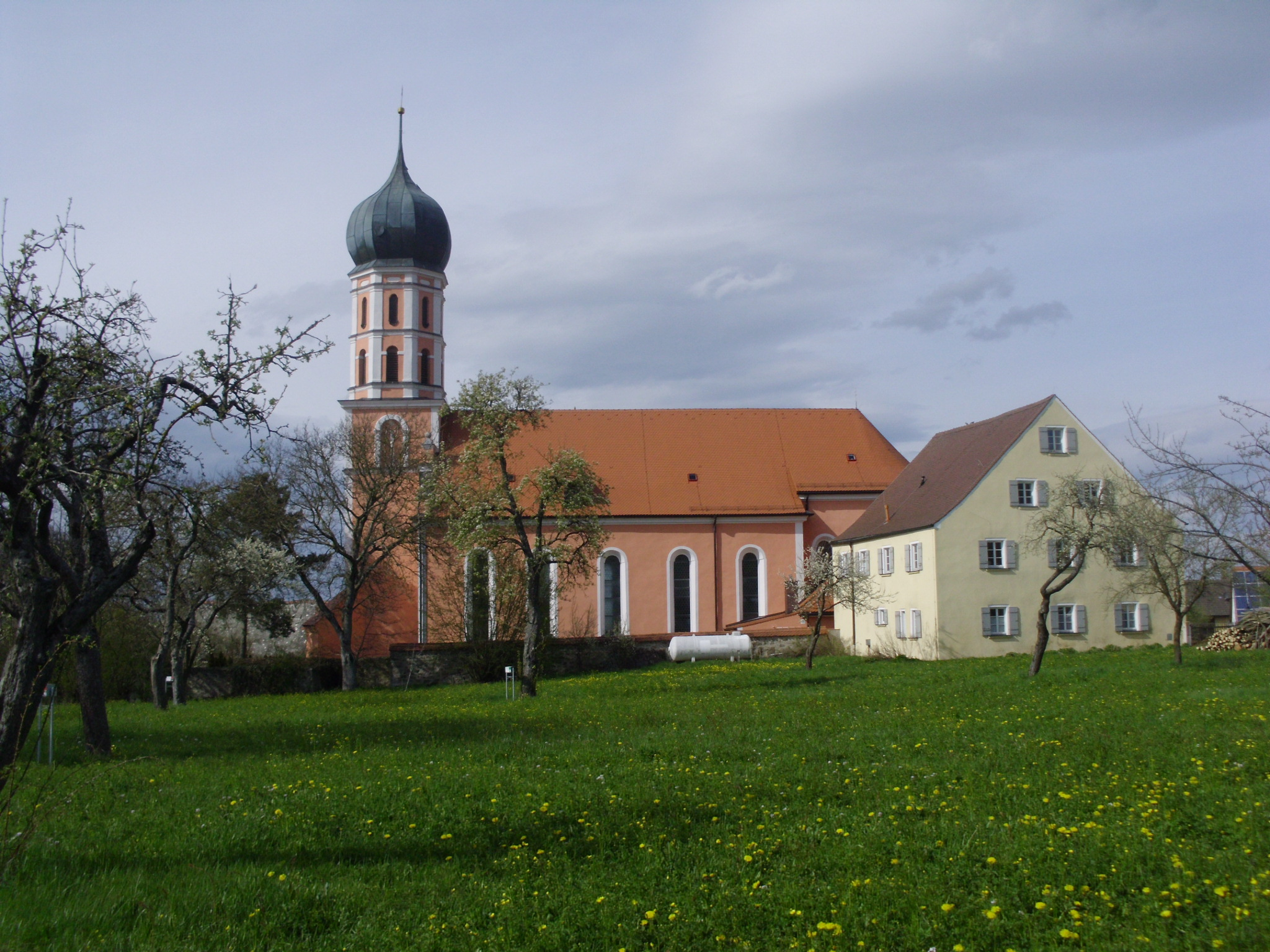
聖ミヒャエル教区教会
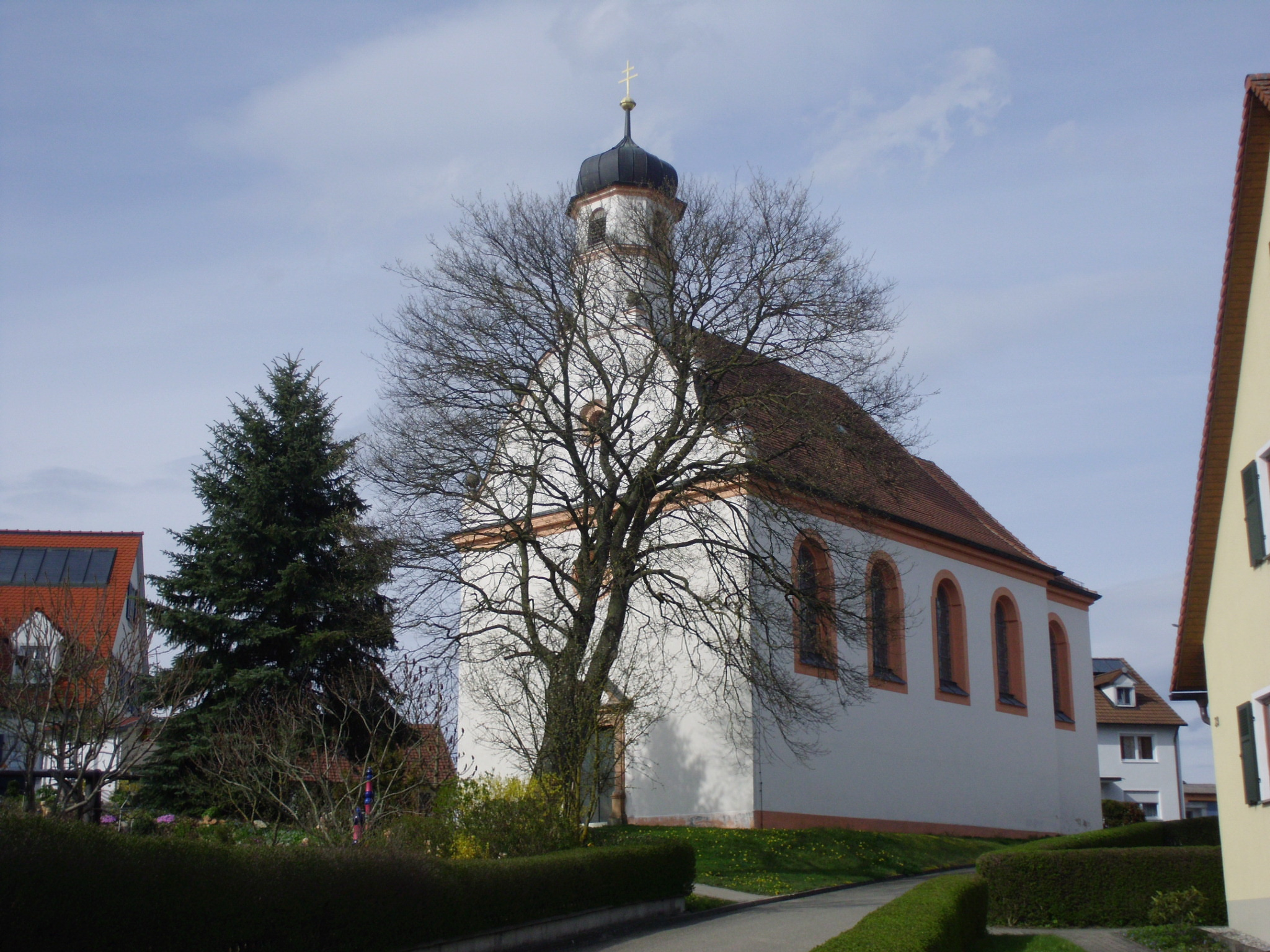
聖ゲオルク教会
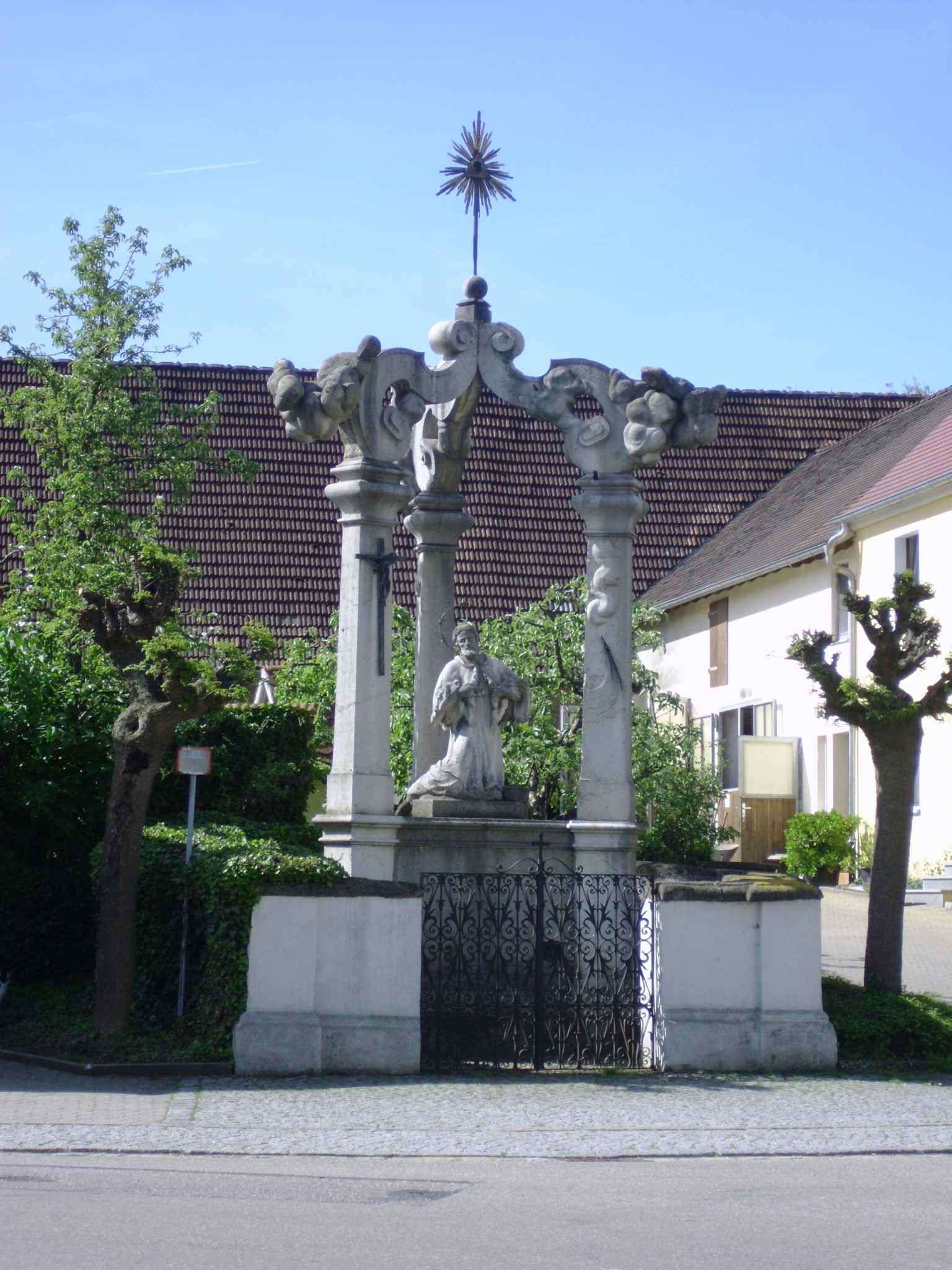
ネポムク記念碑

## 関連図書
- Johann Kaspar Bundschuh (1804). “Gnotzheim”. Geographisches Statistisch-Topographisches Lexikon von Franken. Band 6: V–Z. Ulm: Verlag der Stettinischen Buchhandlung. p. 753 2022年5月22日閲覧。
- Pleikard Joseph Stumpf (1853). “Gnotzheim”. Bayern: ein geographisch-statistisch-historisches Handbuch des Königreiches; für das bayerische Volk. München: Zweiter Theil.. p. 725 2022年5月22日閲覧。